# 17196 Mastrodemos
17196 Mastrodemos è un asteroide della fascia principale. Scoperto nel 1999, presenta un'orbita caratterizzata da un semiasse maggiore pari a 2,7732594 UA e da un'eccentricità di 0,0829796, inclinata di 7,53053° rispetto all'eclittica.